# ماونان (قومية)
الماونان هم شعب من الشعوب الصينية يبلغ عددهم حوالي 100 ألف نسمة. يعيش الماونان أساسا في مقاطعة قوانغشي يتحدث الماونان اللغة الماونانية، يمارس الماونان الطاوية الإحيائية مع بعض الظهور للبوذية وأقلية صغيرة منهم تعتنق المسيحية. 